# Archidiecezja Camagüey
Archidiecezja Camagüey (łac. Archidioecesis Camagueyensis) – rzymskokatolicka archidiecezja na Kubie. Została erygowana 10 grudnia 1912 roku, od 1998 archidiecezja.

## Główne świątynie
- Archikatedra: Archikatedra Matki Bożej Gromnicznej w Camagüey

## Biskupi diecezjalni
- Valentín Zubizarreta y Unamunsaga OCD (1914 – 1922)
- Enrique Pérez Serantes (1922 – 1948)
- Carlos Riu-Anglés (1948 – 1964)
- Adolfo Rodríguez-Herrera (1964 – 2002)
- Juan García Rodríguez (2002 – 2016)
- Wilfredo Pino Estévez (od 2016)[1]